# Esglésies romàniques de la Vall de Boí

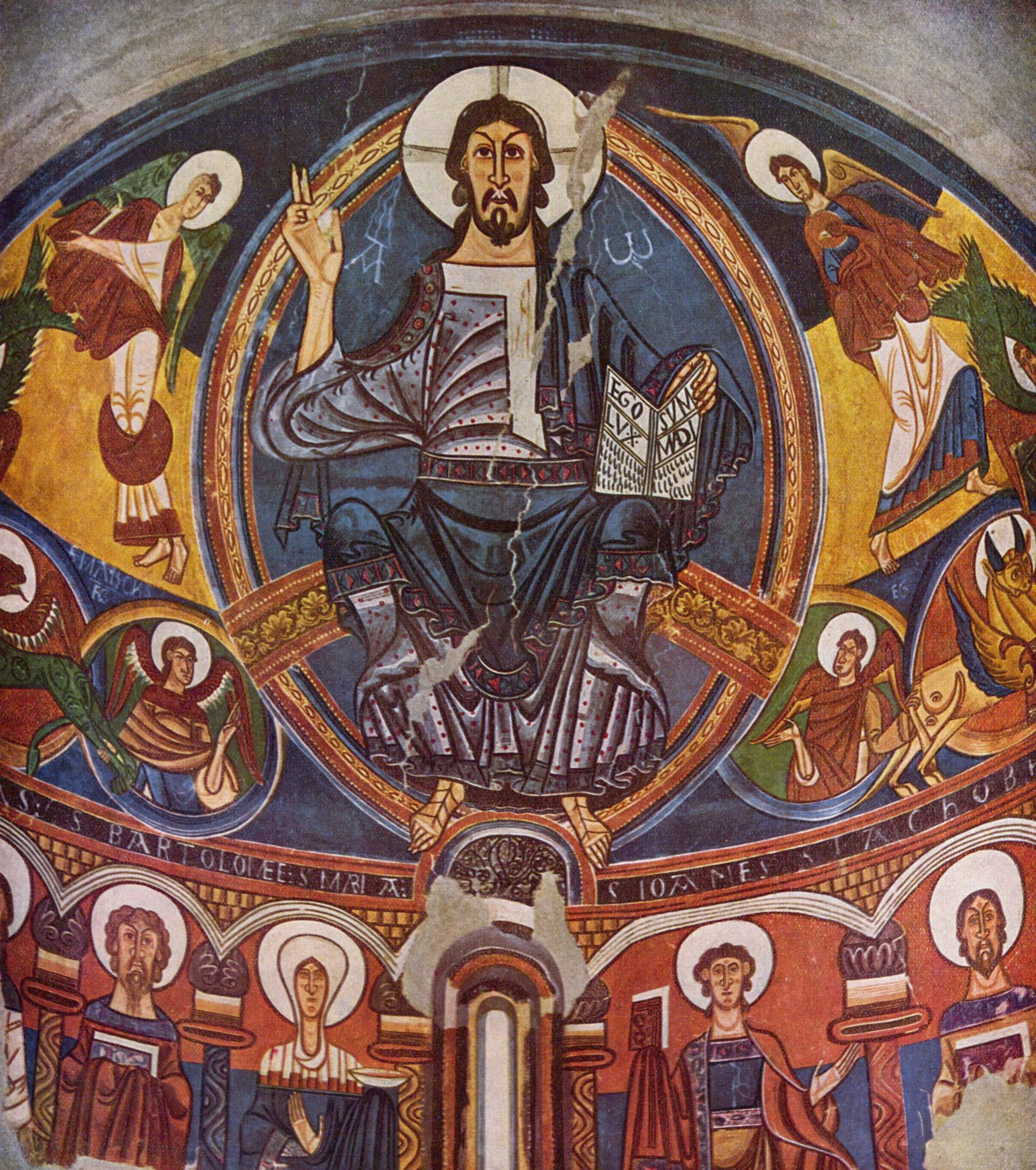
Pantocràtor de Sant Climent de Taüll

El conjunt d'Esglésies romàniques de la Vall de Boí, declarat Patrimoni de la Humanitat per la UNESCO el 30 de novembre del 2000 i inscrit en anglès com a Catalan Romanesque Churches of the Vall de Boí en la World Heritage List, comprèn un total de vuit esglésies i una ermita del romànic català situades en diferents pobles del municipi de la Vall de Boí (Alta Ribagorça).

## Història
Tot i que la vall tenia una població relativament reduïda a l'edat mitjana, els dignataris locals (els barons d'Erill) reberen grans quantitats de plata per encoratjar-los a participar en la campanya catalana per recuperar Barbastre i Saragossa. La major part d'aquests diners es van dedicar a construir diverses esglésies entre el segle xi i el segle xii, seguint l'estil arquitectònic importat de Llombardia. Les esglésies es caracteritzen per l'elaboració en el treball de la pedra i per l'elegància dels campanars.
Entre el 30 d'agost i el 14 de setembre de 1907 es va realitzar la Missió arqueològico-jurídica a la ratlla d'Aragó, organitzada per l'IEC amb la missió de protegir el patrimoni artístic català. L'equip estava format per Josep Puig i Cadafalch, Guillem Marià Brocà, Josep Gudiol, Josep M.Goday i Adolf Mas. Van investigar i catalogar la majoria d'esglésies de la zona. Actualment, les pintures murals de les esglésies es conserven al Museu Nacional d'Art de Catalunya a Barcelona.
La majoria de les esglésies han mantingut els usos religiosos des que van ser construïdes i consagrades als segles xi i xii.

## Esglésies
En el conjunt d'esglésies Patrimoni de la Humanitat se n'han inclòs nou: Sant Climent de Taüll i Santa Maria de Taüll, totes dues al poble de Taüll, Sant Feliu de Barruera, al cap del municipi, Barruera, Sant Joan de Boí, al poble de Boí, Santa Eulàlia d'Erill la Vall a Erill la Vall, Santa Maria de l'Assumpció de Cóll, en el poble de Cóll, Santa Maria de Cardet, en el de Cardet, La Nativitat de Durro, i l'ermita de Sant Quirc de Durro, totes dues al poble de Durro.
N'han quedat fora, tot i ser també originalment romàniques, les de Sant Quirc de Taüll, a la moderna urbanització del Pla de l'Ermita; Sant Martí de Taüll, de la qual només queda un absis, dins del nucli de Taüll; Sant Salvador de Barruera, damunt del poble de Barruera; Sant Llorenç de Saraís, al poble vell de Saraís; Sant Pere de Boí, de la qual hi ha restes a Boí; i la de Sant Cristòfol d'Erill la Vall, a les bordes del poble del mateix nom. També pertany a l'època romànica l'hàbitat pastoral de les Costes, així com un conjunt de peces pictòriques i escultòriques que s'han conservat en museus: el fragment de taula pintada de Boí, la Mare de Déu de Caldes de Boí, la Mare de Déu d'un davallament de Taüll, la Mare de Déu de Taüll, la Mare de Déu desapareguda de Taüll i uns plafons de fusta de Taüll.

## Consorci
El Consorci Patrimoni Mundial de la Vall de Boí és l'entitat encarregada de la gestió del conjunt d'esglésies romàniques de la Vall de Boí. Formen part d'aquest Consorci:
- La Generalitat de Catalunya (3 representants a la Junta de Govern)
- La Diputació de Lleida (2 representants)
- El Consell Comarcal de l'Alta Ribagorça (1 representant)
- L'Ajuntament de la Vall de Boí (1 representant)
- Els bisbats d'Urgell i de Lleida (1 representant)

El Consorci Patrimoni Mundial de la Vall de Boí gestiona les esglésies següents: Sant Climent, Nativitat, Sant Joan Cardet, Santa Eulàlia, Sant Quirc, Sant Feliu, l'Assumpció de Cóll, Santa Maria de Taüll.